# Dachówka zakładkowa
Niektóre z zamieszczonych tu informacji od 2025-05 wymagają weryfikacji.
 Po wyeliminowaniu niedoskonałości należy usunąć szablon {{Dopracować}} z tego artykułu.
Dachówka zakładkowa – ceramiczna dachówka ciągniona mająca przy dłuższych krawędziach z jednej strony jeden lub dwa żłobki, a ze strony przeciwnej – odpowiednio jeden lub dwa występy, nad którymi umieszczona jest wypukła fala, przykrywająca miejsce bocznego połączenia dachówek. Obecnie dachówki tego typu produkowane są nie tylko w formie tradycyjnej. Producenci wprowadzają różne odmiany tej dachówki, np. przez podniesienie bocznej fali. Wygląd dachu jest nieco zmieniony.
| Pokrycie dachowe z dachówek zakładkowych | Dachówki zakładkowe. | Pokrycie dachowe z dachówek zakładkowych o podwyższonej fali |